# Comuna Zvenîhorod, Pustomîtî
Zvenîhorod (în ucraineană Звенигород) este o comună în raionul Pustomîtî, regiunea Liov, Ucraina, formată din satele Hrîniv, Koțuriv, Șolomîn, Vidnîkî și Zvenîhorod (reședința).

## Demografie
Componența lingvistică a comunei Zvenîhorod
     Ucraineană (99,58%)
     Alte limbi (0,33%)
Conform recensământului din 2001, majoritatea populației comunei Zvenîhorod era vorbitoare de ucraineană (99,58%), existând în minoritate și vorbitori de alte limbi.